# حفل توزيع جوائز الأكاديمية البريطانية للأفلام الثامن والستون
The 68th جوائز الأكاديمية البريطانية للأفلام, more commonly known as the BAFTAs, were held on 8 February 2015 at the دار الأوبرا الملكية in لندن, to honour the best British and international contributions to film in قائمة أفلام 2014. Presented by the الأكاديمية البريطانية لفنون الفيلم والتلفزيون (BAFTA), accolades are handed out for the best in feature-length film and documentaries of any nationality, that were screened at British cinemas during 2014.
The American film صبا (فيلم) won three of its five nominations, including جائزة البافتا لأفضل فيلم and جائزة البافتا لأفضل إخراج ‏ for ريتشارد لينكليتر. نظرية كل شيء (فيلم) was named جائزة البافتا لأفضل فيلم, while فيلم ليغو won جائزة  الأكاديمية البريطانية للأفلام عن فئة أفضل فيلم رسوم متحركة ‏ and المواطن الرابع won Best Documentary. إيدي ريدماين and جوليان مور won the جائزة البافتا لأفضل ممثل في دور رئيسي and جائزة البافتا لأفضل ممثلة في دور رئيسي awards, respectively, while جي كي سيمنس and باتريشيا أركيت won the جائزة البافتا لأفضل ممثل في دور ثانوي and جائزة بافتا لأفضل ممثلة في دور ثانوي awards. فندق بودابست الكبير won five of its eleven nominations, the most of any film. جاك أوكونيل won the جائزة البافتا للنجم الصاعد.
The nominees were announced on 9 January by ستيفن فراي and actor سام كلافلن.
The ceremony was broadcast on بي بي سي وان and بي بي سي ثري. It was hosted by Stephen Fry for the tenth time in the award's history. The ceremony opened with a number "Stevie" by a British rock band Kasabian.

## الفائزين والمرشحين

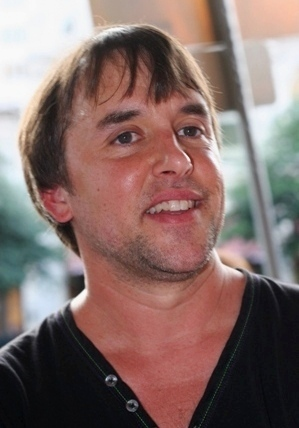
ريتشارد لينكليتر, Best Director winner

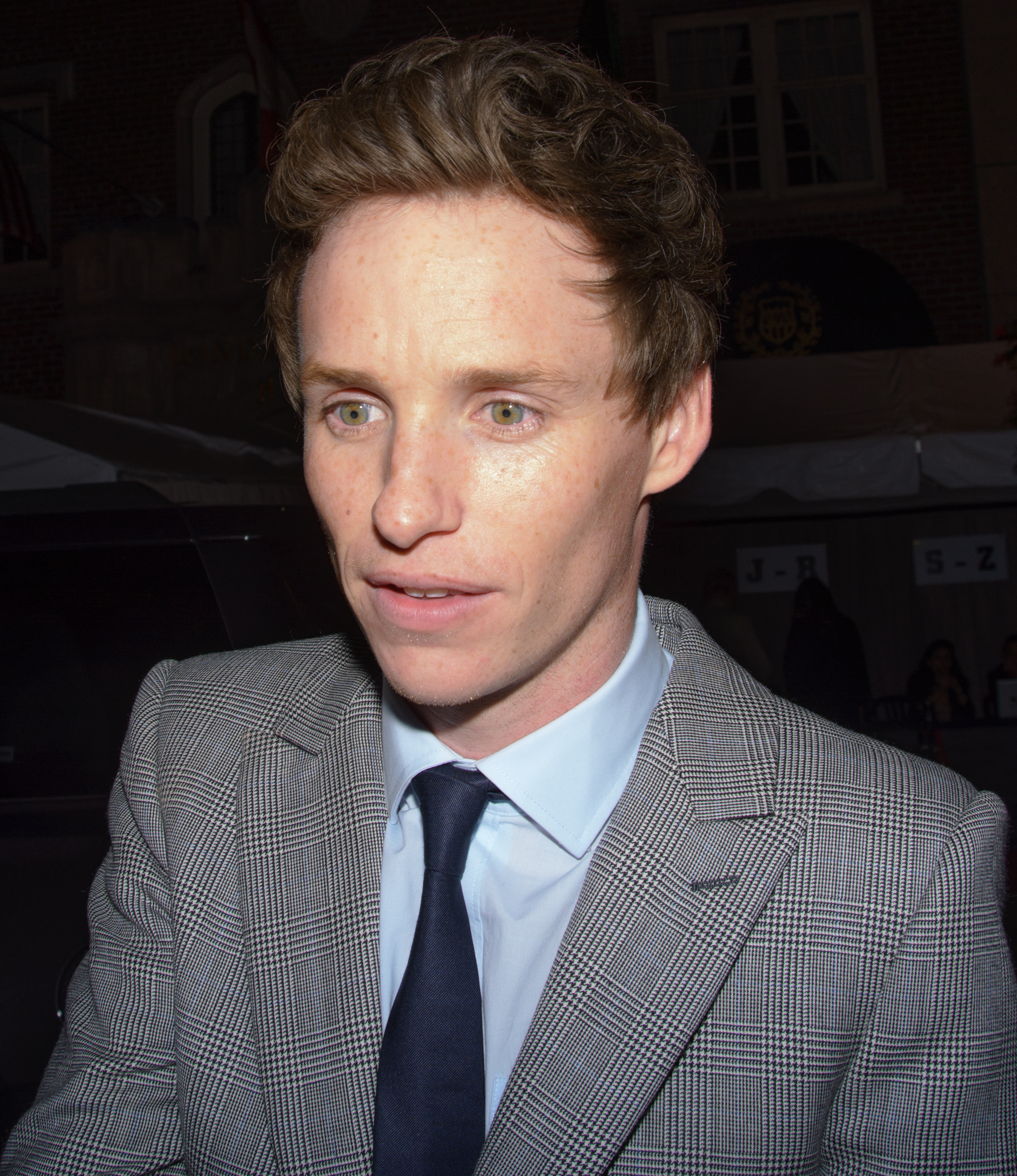
إيدي ريدماين, Best Actor winner

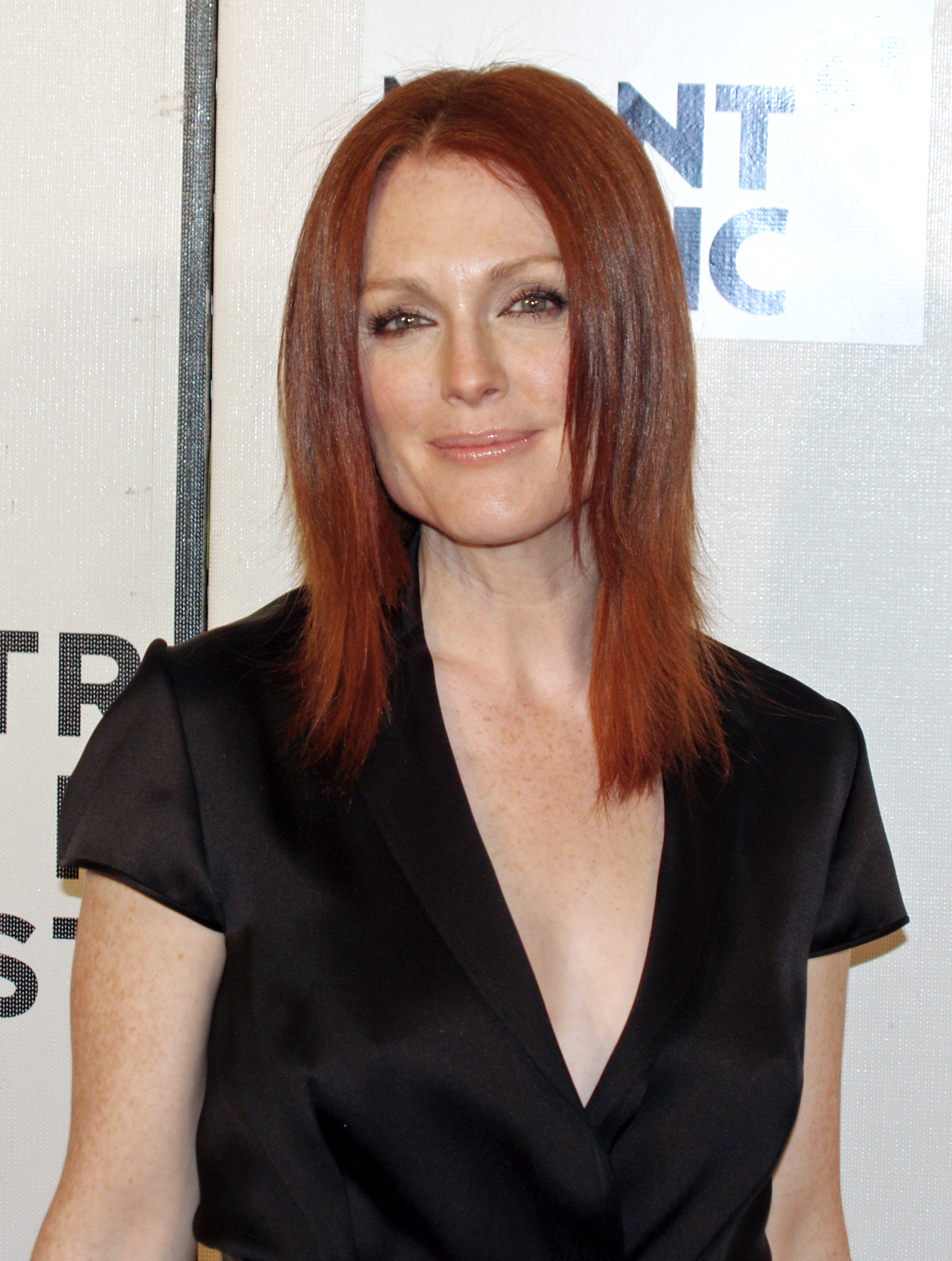
جوليان مور, Best Actress winner

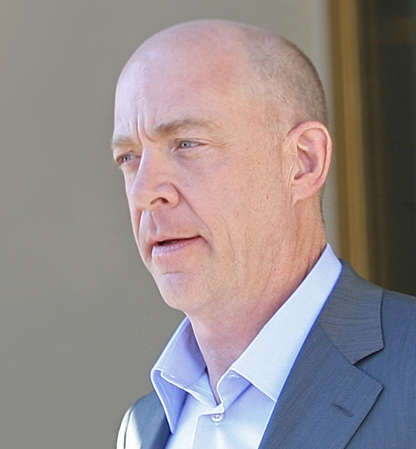
جي كي سيمنس, Best Supporting Actor winner

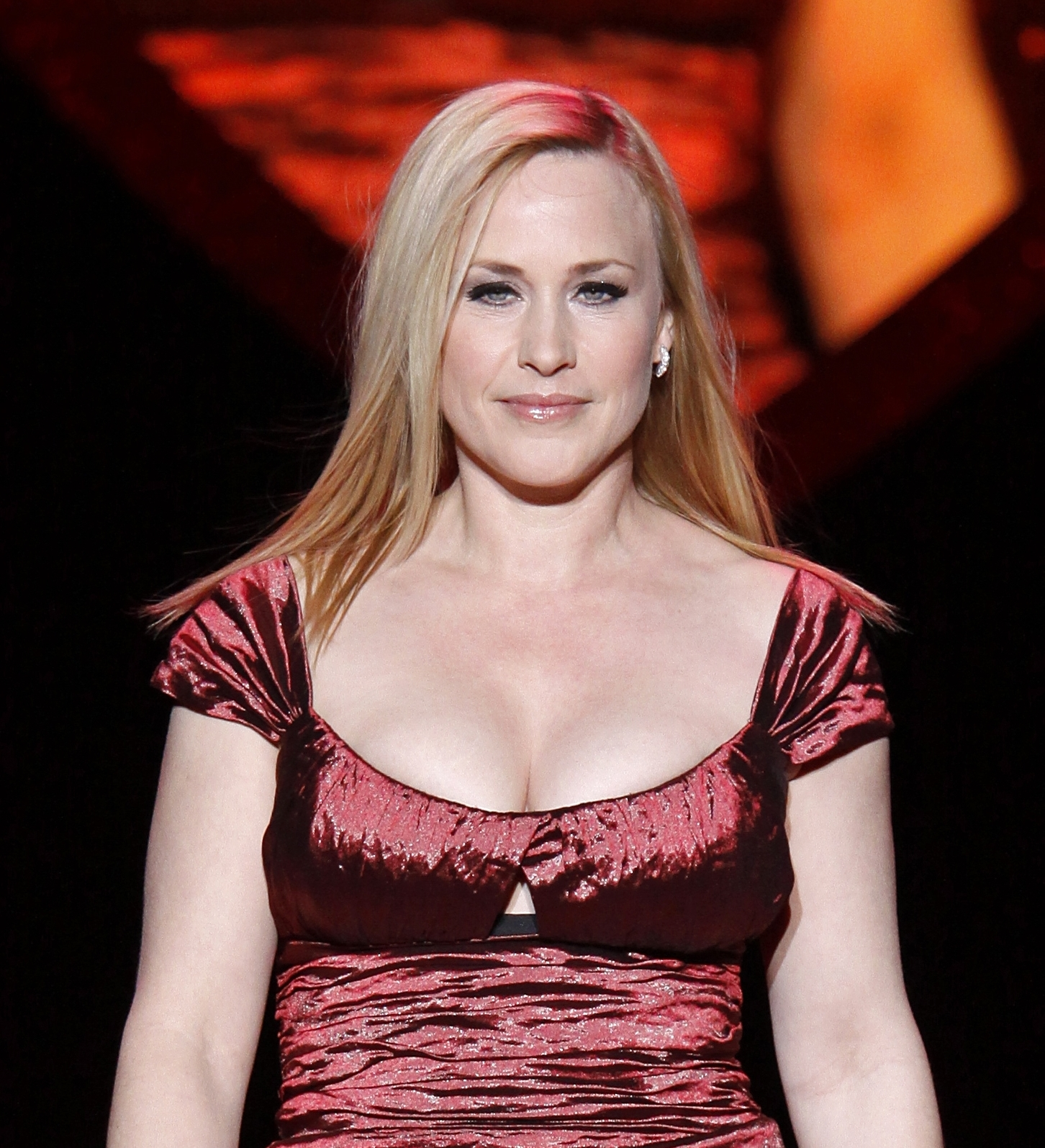
باتريشيا أركيت, Best Supporting Actress winner

### زمالة أكاديمية
- مايك لي[8]

### جائزة المساهمات البريطانية المميزة
- أفلام بي بي سي

يظهر الفائزون بخط غامق.
| جائزة البافتا لأفضل فيلم | أفضل مخرج |
| --- | --- |
| صبا (فيلم) – ريتشارد لينكليتر، كاثلين ساذيرلاند - الرجل الطائر – أليخاندرو جونزاليز إيناريتو، جون ليشير، جيمس و. سكوتشدوبول - فندق بودابست الكبير – ويس أندرسون، سكوت رودن، ستيفن ريلز، جيرمي داوسون - لعبة التقليد – نورا غروسمان، إيدو أوستروويسكي، تيدي شفارزمان - نظرية كل شيء (فيلم) – تيم بيفان، إيريك فيلنار، ليزا بروس، أنتوني ماكارتين                                                                                  | ريتشارد لينكليتر – صبا (فيلم) - ويس أندرسون – فندق بودابست الكبير - داميان تشازل – ويبلاش - أليخاندرو جونزاليز إيناريتو – الرجل الطائر - جيمس مارش – نظرية كل شيء (فيلم) |
| جائزة البافتا لأفضل ممثل في دور رئيسي | جائزة البافتا لأفضل ممثلة في دور رئيسي |
| إيدي ريدماين – نظرية كل شيء (فيلم) بدور ستيفن هوكينغ - بيندكت كامبرباتش – لعبة التقليد بدور آلان تورنغ - رالف فاينس – فندق بودابست الكبير بدور مسيو غوستاف. - جيك جيلنهال – المتسلل ليلا بدور لويس "لو" بلووم - مايكل كيتون – الرجل الطائر بدور ريغان تومسون | جوليان مور – ما تزال أليس بدور د. أليس هاولاند - إيمي آدمز – عيون كبيرة بدور مارغريت كين - فيليسيتي جونز – نظرية كل شيء (فيلم) بدور جين وايلد هوكينغ - روزاموند بايك – فتاة غائبة (فيلم) بدور إيمي إليوت دون - ريس ويذرسبون – Wild بدور Cheryl Strayed |
| جائزة البافتا لأفضل ممثل في دور ثانوي | جائزة بافتا لأفضل ممثلة في دور ثانوي |
| جي كي سيمونز – ويبلاش بدور Terence Fletcher - ستيف كارل – صائد الثعالب بدور John Eleuthère du Pont - إيثان هوك – صبا (فيلم) بدور Mason Evans, Sr. - إدوارد نورتون – الرجل الطائر بدور Mike Shiner - مارك رافالو – صائد الثعالب بدور ديف شولتز | باتريشيا أركيت – صبا (فيلم) بدور أوليفيا إيفانز - كيرا نايتلي – لعبة التقليد بدور جوان كلارك - رينيه روسو – المتسلل ليلا بدور Nina Romina - إميلدا ستونتون – Pride بدور Hefina Headon - إيما ستون – الرجل الطائر بدور سام تومبسون |
| جائزة البافتا لأفضل سيناريو ‏ | Best Adapted Screenplay |
| ويس أندرسون & هوغو غونس – فندق بودابست الكبير - داميان تشازل – ويبلاش - دان غيلروي – المتسلل ليلا - أليخاندرو جونزاليز إيناريتو, Nicolás Giacobone, Alexander Dinelaris Jr. and Armando Bo – الرجل الطائر - ريتشارد لينكليتر – صبا (فيلم) | أنتوني ماكارتن – نظرية كل شيء (فيلم) - جايسون هال – قناص أمريكي (فيلم) - جيليان فلين – فتاة غائبة (فيلم) - باول كينغ & هاميش ماكول – بادنغتون (فيلم) - غراهام مور – لعبة التقليد |
| جائزة البافتا لأفضل تصوير سينمائي ‏ | Outstanding Debut by a British Writer, Director or Producer |
| ايمانويل لوبزكي – الرجل الطائر - ديك بوب – السيد تيرنر - هويت فان هويتما – بينجمي (فيلم) - روبرت دي يومان – فندق بودابست الكبير - لوكاش زال and Ryszard Lenczewski – Ida | Stephen Beresford (Writer) and David Livingstone (Producer) – Pride - غريغوري بيرك (Writer) and Yann Demange (Director) – '71 - إلين قسطنطين (Director/Writer) – Northern Soul - Paul Katis (Director/Producer) and Andrew de Lotbiniere (Producer) – Kajaki - Hong Khaou (Director/Writer) – Lilting |
| جائزة البافتا لأفضل فيلم | Best Documentary |
| نظرية كل شيء (فيلم) – جيمس مارش، تيم بيفان، اريك فيلنر, Lisa Bruce, أنتوني ماكارتن - '71 – Yann Demange, Angus Lamont, Robin Gutch, غريغوري بيرك - بادنغتون (فيلم) – باول كينغ، ديفيد هيمان - Pride – Matthew Warchus, David Livingstone, Stephen Beresford - لعبة التقليد – مورتين تيلدوم, Nora Grossman, Ido Ostrowsky, Teddy Schwarzman, غراهام مور - تحت الجلد – جوناثان غلازر, James Wilson, Nick Wechsler, Walter Campbell | المواطن الرابع – لورا بويتراس - 20 قدم من النجومية – مورغان نيفيل، Caitrin Rogers، Gil Friesen (posthumous nomination) - 20,000 Days on Earth – Iain Forsyth, Jane Pollard - العثور على فيفيان ماير – John Maloof, Charlie Siskel - فيرونغا (فيلم) – Orlando Von Einsiedel, Joanna Natasegara |
| جائزة البافتا لأفضل موسيقي أفلام | جائزة زحل لأفضل صوت ‏ |
| ألكسندر ديسبلا – فندق بودابست الكبير - Jóhann Jóhannsson – نظرية كل شيء (فيلم) - Mica Levi – تحت الجلد - أنطونيو سانشيز – الرجل الطائر - هانز زيمر – بينجمي (فيلم) | ويبلاش – Thomas Curley، Ben Wilkins، كرايغ مان - قناص أمريكي (فيلم) – والت مارتن (posthumous nomination), John Reitz، Gregg Rudloff، ألان روبرت موراي، Bub Asman - الرجل الطائر – Thomas Varga, Martin Hernández, Aaron Glascock, Jon Taylor، Frank A. Montaño - فندق بودابست الكبير – Wayne Lemmer, Christopher Scarabosio, Pawel Wdowczak - لعبة التقليد – John Midgley, Lee Walpole, Stuart Hilliker, Martin Jensen, Andy Kennedy        |
| جائزة البافتا لأفضل تصميم إنتاج ‏ | جائزة البافتا لأفضل تأثيرات بصرية خاصة ‏ |
| فندق بودابست الكبير – Adam Stockhausen، Anna Pinnock - عيون كبيرة – Rick Heinrichs, Shane Vieau - بينجمي (فيلم) – ناثان كرولي، Gary Fettis - السيد تيرنر – Suzie Davies, Charlotte Watts - لعبة التقليد – Maria Djurkovic, Tatiana Macdonald | بينجمي (فيلم) – باول فرانكلين، سكوت ار فيشر، Andrew Lockley, Ian Hunter - بزوغ كوكب القرود – Joe Letteri، Dan Lemmon، Erik Winquist, دانييل باريت ‏ - حراس المجرة – Stephane Ceretti, Paul Corbould, Jonathan Fawkner, Nicolas Aithadi - الهوبيت: معركة الجيوش الخمسة – Joe Letteri، Eric Saindon، David Clayton، R. Christopher White - رجال-إكس: أيام المستقبل الماضي – Richard Stammers, Anders Langlands, Tim Crosbie, Cameron Waldbauer |
| جائزة الأكاديمية البريطانية للأفلام لأفضل تصميم للأزياء ‏ | جائزة البافتا لأفضل مكياج وشعر ‏ |
| فندق بودابست الكبير – ميلينا كانونيرو - في الغابة (فيلم) – كولين أتوود - السيد تيرنر – جاكلين دوران ‏ - لعبة التقليد – Sammy Sheldon Differ - نظرية كل شيء (فيلم) – Steven Noble | فندق بودابست الكبير – Frances Hannon, Mark Coulier - حراس المجرة – Elizabeth Yianni-Georgiou, David White - في الغابة (فيلم) – بيتر كينغ، جاي روي هيلاند - السيد تيرنر – كريستين بلاندل, Lesa Warrener - نظرية كل شيء (فيلم) – Jan Sewell |
| جائزة البافتا لأفضل تحرير ‏ | جائزة البافتا لأفضل فيلم |
| ويبلاش – Tom Cross - الرجل الطائر – دوجلاس كريز ‏, ستيفن ميريون - المتسلل ليلا – جون غيلروي - فندق بودابست الكبير – بارني بيلينج ‏ - لعبة التقليد – ويليام جولدنبيرج - نظرية كل شيء (فيلم) – Jinx Godfrey | Ida – بافل بافليكوفسكي, Eric Abraham, Piotr Dzieciol, Ewa Puszczynska - ليفياثان – أندري زفياغنسيف، Alexander Rodnyansky, Sergey Melkumov - صندوق الغداء (فيلم هندي) – ريتيش باترا ‏, Arun Rangachari, أنوراج كاشياب، غونيت مونغا - Trash – ستيفن دالدري، تيم بيفان، اريك فيلنر, Kris Thykier - يومين، ليلة واحدة – جان بيار داردين, Denis Freyd                                                                                             |
| جائزة الأكاديمية البريطانية للأفلام عن فئة أفضل فيلم رسوم متحركة ‏ | Best Short Animation |
| فيلم ليغو – Phil Lord, Christopher Miller - الأبطال الستة – Don Hall, كريس وليامز (ممثل) - جبابرة الصناديق (فيلم) – Anthony Stacchi، Graham Annable | The Bigger Picture – Chris Hees, Daisy Jacobs, Jennifer Majka - Monkey Love Experiments – Ainslie Henderson, Cam Fraser, Will Anderson - My Dad – Marcus Armitage |
| Best Short Film | جائزة البافتا للنجم الصاعد |
| Boogaloo and Graham – Brian J. Falconer, Michael Lennox, Ronan Blaney - Emotional Fusebox – Michael Berliner, Rachel Tunnard - Slap – Islay Bell-Webb, Michelangelo Fano, Nick Rowland - The Kármán Line – Campbell Beaton, Dawn King, Tiernan Hanby, Oscar Sharp - Three Brothers – Aleem Khan, Matthieu De Braconier, Stephanie Paeplow                                                                                        | جاك أوكونيل - جوجو مباثا راو - مارجوت روبي - مايلز تيلر - شايلين وودلي |

## فائزون وترشيحات

### فائزون
- فندق بودابست الكبير: فاز بخمسة جوائز
- صبا (فيلم)، نظرية كل شيء (فيلم)، ويبلاش: فاز كل منها بثلاث جوائز

### ترشيحات
- 11 ترشيحاً: فندق بودابست الكبير
- 10 ترشيحاً: الرجل الطائر و نظرية كل شيء (فيلم)
- 9 ترشيحاً: لعبة التقليد
- 5 ترشيحاً: صبا (فيلم) و ويبلاش
- 4 ترشيحاً: بينجمي (فيلم) و السيد تيرنر، و المتسلل ليلا
- 3 ترشيحاً: Pride
- 2 ترشيحاً: '71، قناص أمريكي (فيلم)، عيون كبيرة، صائد الثعالب، فتاة غائبة (فيلم)، حراس المجرة، Ida، في الغابة (فيلم)، بادينغتون، و تحت الجلد

Source:

## روابط خارجية
- حفل توزيع جوائز الأكاديمية البريطانية للأفلام الثامن والستون على موقع IMDb (الإنجليزية)

- 68th BAFTA Awards page